# El sur
Pour plus de détails, voir Fiche technique et Distribution.
El sur (littéralement « le Sud ») est un téléfilm argentino-espagnol de Carlos Saura, sorti en 1992.

## Synopsis
Un bibliothécaire a été mystérieusement poignardé dans son ranch.

## Fiche technique
- Titre original : El sur
- Réalisation : Carlos Saura
- Scénario : Carlos Saura, d'après une nouvelle éponyme de Jorge Luis Borges
- Direction artistique : Emilio Basaldua
- Costumes : Beatriz De Benedetto
- Photographie : José Luis Alcaine
- Son : José Luis Díaz
- Pays d’origine :  Espagne,  Argentine
- Langue originale : espagnol
- Format : couleur (Eastmancolor)
- Durée : 60 minutes

## Distribution
- Arturo Bonín : Casiano
- Olga Bruno : Manuela
- Alejandra Colunga : Celia
- Villanueva Cosse : Don Alejandro
- Alexandra Davel : Sara Dahlmann
- Niní Gambier : Doña Rosario Flores
- Juan Leyrado : Sergio
- Jorge Marrale : Révérend Guillermo Brige
- Oscar Martínez  : Juan Dahlmann
- Nilda Raggi : Anita
- Gerardo Romano : Carlos Manchón
- Guillermo Sosa : Matías
- Luis Tasca : Docteur
- Carlos Thiel : Santiago Fischbein

## Autour du film
- Ce téléfilm est un des épisodes de la série télévisée espagnole "Los Cuentos de Borges"